# 青浦教案

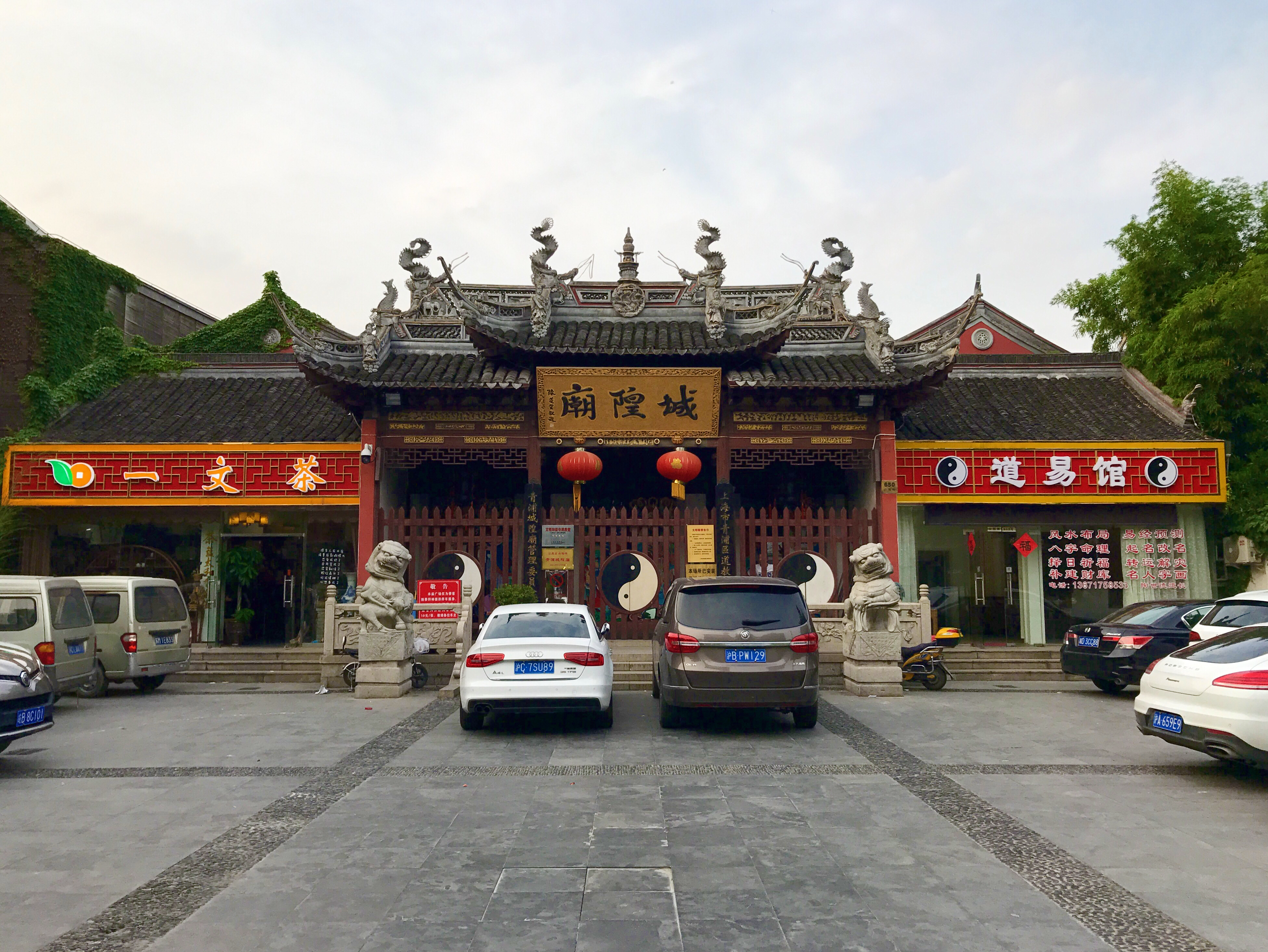
青浦教案发生地

青浦教案，1848年3月8日，英国新教公理宗伦敦傳道会传教士麦都思、雒魏林、慕维廉等人，违反规定，前往青浦县传教，引起纠纷。作为补偿，11月27日，麟桂与英国领事阿礼国签订协定，将上海英租界的西部边界从界路（河南中路）扩展到泥城浜（今西藏中路）。这是上海英租界第一次扩充，面积扩展到2800多亩。 
该案系中国近代史上的第一宗教案。